# ساينون فالي (دائرة انتخابية في المملكة المتحدة)
ساينون فالي (بالإنجليزية: Cynon Valley)‏ هي إحدى الدوائر الانتخابية في المملكة المتحدة الممثلة في مجلس العموم في برلمان المملكة المتحدة.
عضو البرلمان الذي يمثلها حالياً هو :Rt Hon Ann Clwyd (Lab).